# Papoea-Nieuw-Guinea op de Olympische Jeugdzomerspelen 2010
Papoea-Nieuw-Guinea nam deel aan de Olympische Jeugdzomerspelen 2010 in Singapore, de eerste editie van de Olympische Jeugdspelen.

## Medailleoverzicht
| Sport                                                                     | Olympiër                                                                  | Discipline                                                                | Medaille                                                                  |
| Als lid van een gemengd landenteam (telt niet mee voor landen klassement) | Als lid van een gemengd landenteam (telt niet mee voor landen klassement) | Als lid van een gemengd landenteam (telt niet mee voor landen klassement) | Als lid van een gemengd landenteam (telt niet mee voor landen klassement) |
| ------------------------------------------------------------------------- | ------------------------------------------------------------------------- | ------------------------------------------------------------------------- | ------------------------------------------------------------------------- |
| Atletiek                                                                  | John Rivan                                                                | wisselestafette (m)                                                       | Brons                                                                     |

## Deelnemers en resultaten
(m) = mannen, (v) = vrouwen 

### Atletiek
| Olympiër   | Discipline          | Resultaat | Prestatie                                                                             |
| ---------- | ------------------- | --------- | ------------------------------------------------------------------------------------- |
| John Rivan | 200 m (m)           | 18e       | 1R serie 1: gediskwalificeerd 9valse start) D-finale: 22,12 pr                        |
| John Rivan | wisselestafette (m) | Brons     | team Oceanië (1.52,71) + AUS Nicolas Hough + AUS Raheen Williams + FIJ Lepani Naivalu |

### Gewichtheffen
| Olympiër    | Discipline    | Resultaat | Prestatie                          |
| ----------- | ------------- | --------- | ---------------------------------- |
| Steven Kari | tot 77 kg (m) | 4e        | 270 kg (trekken: 115, stoten: 155) |

De in de klasse tot 53 kg (v) ingeschreven Ranuinu Samuel heeft niet deelgenomen aan de wedstrijd.

### Voetbal
| Olympiër | Discipline | Resultaat | Prestatie                                                                         |
| --- | ---------- | --------- | --------------------------------------------------------------------------------- |
| Dinna Awele Biangka Gubag Talitha Irakau Bridget Kadu Georgina Kaikas Wena Laka Ramona Lorenz Lucy Maino Josephine McNamara Rumona Morris Carolyn Obi Catchura Ramoi Catherine Sebenaia Alexier Stephen Grace Steven Fiona Vulia Maravai Vulia Geenaidah Willie | meisjes    | 6e        | groep A 0-1 Iran 0-4 Turkije 5e/6e plaats 0-0 ns (2-4)</s,all> Trinidad en Tobago |

### Zwemmen
| Olympiër   | Discipline       | Resultaat | Prestatie                                               |
| ---------- | ---------------- | --------- | ------------------------------------------------------- |
| Ian Nakmai | 50 m school (m)  | 13e       | 1R serie 3: 32,06 (6e; 13e tijd) HF serie 2: 31,66 (7e) |
| Ian Nakmai | 100 m school (m) | dns       | 1R serie 4: niet gestart                                |

Afghanistan · Albanië · Algerije · Amerikaanse Maagdeneilanden · Amerikaans-Samoa · Andorra · Angola · Antigua en Barbuda · Argentinië · Armenië · Aruba · Australië · Azerbeidzjan · Bahama's · Bahrein · Bangladesh · Barbados · België · Belize · Benin · Bermuda · Bhutan · Bolivia · Bosnië en Herzegovina · Botswana · Brazilië · Britse Maagdeneilanden · Brunei · Bulgarije · Burkina Faso · Burundi · Cambodja · Canada · Centraal-Afrikaanse Republiek · Chili · China · Chinees Taipei · Colombia · Comoren · Congo-Brazzaville · Congo-Kinshasa · Cookeilanden · Costa Rica · Cuba · Cyprus · Denemarken · Djibouti · Dominica · Dominicaanse Republiek · Duitsland · Ecuador · Egypte · El Salvador · Equatoriaal-Guinea · Eritrea · Estland · Ethiopië · Fiji · Filipijnen · Finland · Frankrijk · Gabon · Gambia · Georgië · Ghana · Grenada · Griekenland · Groot-Brittannië · Guam · Guatemala · Guinee · Guinee‑Bissau · Guyana · Haïti · Honduras · Hongarije · Hongkong · Ierland · IJsland · India · Indonesië · Irak · Iran · Israël · Italië · Ivoorkust · Jamaica · Japan · Jemen · Jordanië · Kaaimaneilanden · Kaapverdië · Kameroen · Kazachstan · Kenia · Kirgizië · Kiribati · Koeweit · Kroatië · Laos · Lesotho · Letland · Libanon · Liberia · Libië · Liechtenstein · Litouwen · Luxemburg · Macedonië · Madagaskar · Malawi · Malediven · Maleisië · Mali · Malta · Marshalleilanden · Marokko · Mauritanië · Mauritius · Mexico · Micronesië · Moldavië · Monaco · Mongolië · Montenegro · Mozambique · Myanmar · Namibië · Nauru · Nederland · Nederlandse Antillen · Nepal · Nicaragua · Nieuw-Zeeland · Niger · Nigeria · Noord-Korea · Noorwegen · Oeganda · Oekraïne · Oezbekistan · Oman · Oostenrijk · Oost‑Timor · Pakistan · Palau · Palestina · Panama · Papoea-Nieuw-Guinea · Paraguay · Peru · Polen · Portugal · Puerto Rico · Qatar · Roemenië · Rusland · Rwanda · Saint Kitts en Nevis · Saint Lucia · Saint Vincent en Grenadines · Salomonseilanden · Samoa · San Marino · Sao Tomé en Principe · Saoedi-Arabië · Senegal · Servië · Seychellen · Sierra Leone · Singapore · Slovenië · Slowakije · Soedan · Somalië · Spanje · Sri Lanka · Suriname · Swaziland · Syrië · Tadzjikistan · Tanzania · Thailand · Togo · Tonga · Trinidad en Tobago · Tsjaad · Tsjechië · Tunesië · Turkije · Turkmenistan · Tuvalu · Uruguay · Vanuatu · Venezuela · Verenigde Arabische Emiraten · Verenigde Staten · Vietnam · Wit-Rusland · Zambia · Zimbabwe · Zuid-Afrika · Zuid-Korea · Zweden · Zwitserland